# 漢堡排

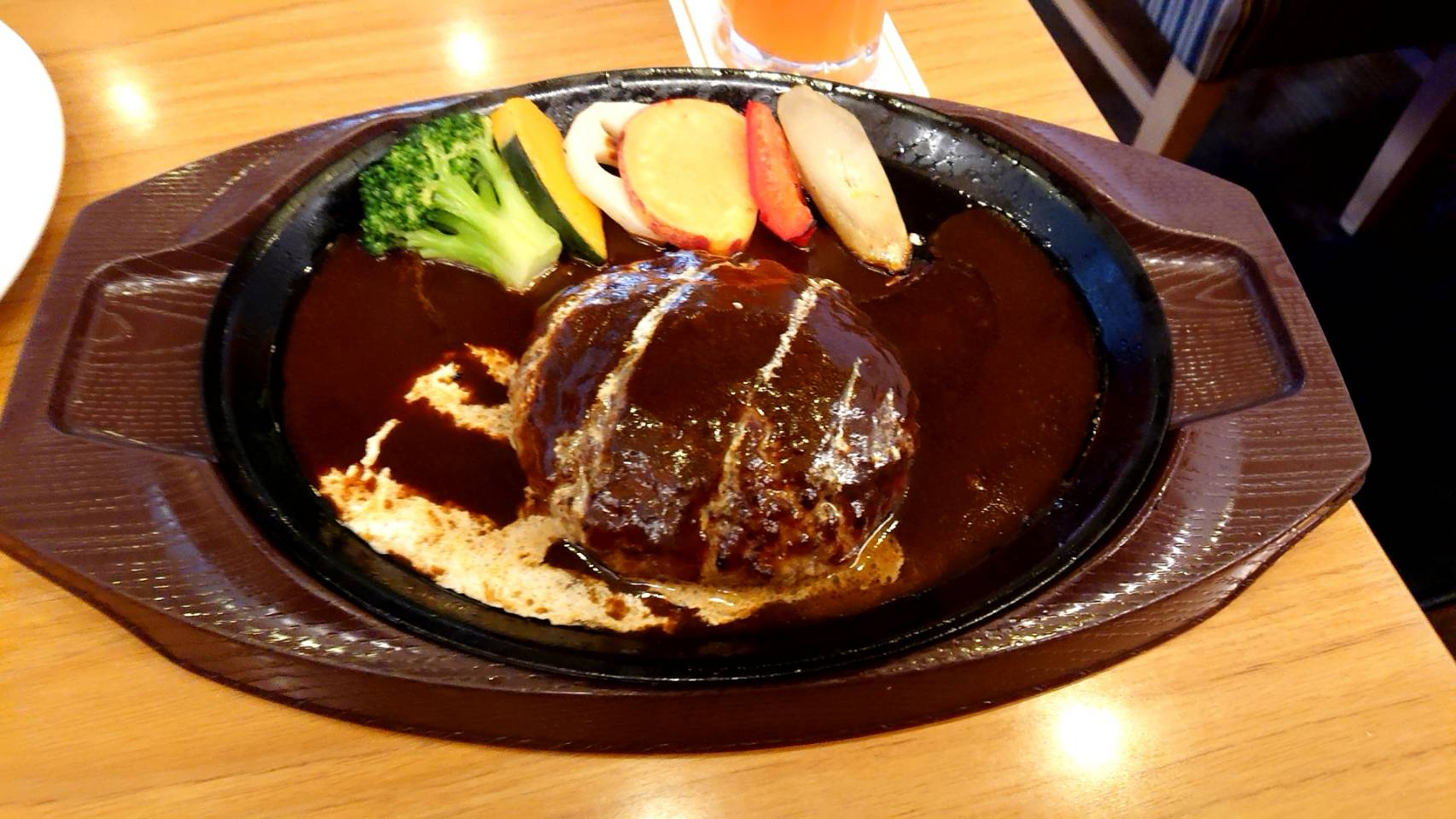
漢堡排

漢堡排（英語：hamburg steak），或稱漢堡，是一種由牛絞肉或其他夾有牛絞肉做成的肉餅。

## 歷史
韃靼牛肉從俄國傳入德國後，德國人將韃靼牛肉煎熟而成，為工人流行的食物，而漢堡為德國工業重鎮，故以此地為名。
另一說法是，大航海時代時，因為儲存在船艙內的肉塊乾硬不好食用，為了能吃到柔嫩的肉塊而演生出來的烹調方法，而漢堡港等船隻停泊處最為繁盛，故以此地為名。
索爾斯伯利牛排是漢堡排的一種變體。
據說美國在世界大戰時，因為牛肉製品牛排為奢侈品，故有交換漢堡的運動產生。之後將漢堡排夾在麵包中極為暢銷，催生了廣為人知的麥當勞等速食企業。
1960年代以後日本處於高度經濟成長，營養豐富等食材處於高價位，故衍生出使用較廉價的絞肉（鸡肉、豬肉）烹調而端上餐桌，成為家家必備的美食佳餚，從此以後家庭主婦更將漢堡列入晚餐菜單。由於烹調手續簡單，轉眼之間風靡全日本。由於1980年代以後急速且多樣化的食品如蒸煮袋（調理包）食品（真空漢堡）登場，變成了十分常見的料理及食材。蒸煮袋漢堡烹調簡單，一氣呵成（醬料包含其中），只要用沸水燙過一次後即可上桌。日式漢堡排更發展出專門店。